# Guillaume Bieganski
Guillaume Bieganski (* 3. November 1932 in Libercourt, Département Pas-de-Calais; † 8. Oktober 2016 in Lunel, Département Hérault) war ein französischer Fußballspieler.

## Im Verein
Der Verteidiger, dessen Vorname vereinzelt auch mit Guilhem (Wilhelm?) angegeben wird und der im gleichen Ort wie der ebenfalls polnischstämmige Léon Glovacki geboren wurde, kam 1951 von einem kleinen Verein aus der Nähe von Douai zu Lille OSC. Er entsprach dem Prototyp des nordfranzösischen Abwehrspielers jener Jahre: ein zuverlässiger und kompromissloser Abräumer, der Typ des „Terriers“, der gegnerischen Stürmern das Leben schwer machte. Ab 1952 in der Division 1 eingesetzt, gewann er gleich in seiner ersten Profisaison den Landespokal, wobei er auch in der Endspielelf (2:1-Sieger gegen FC Nancy) stand. In der Folgesaison 1953/54 wurde er mit Lille Meister, in die Nationalelf berufen und ein weiteres Jahr später zum zweiten Mal Pokalsieger (diesmal im Finale 5:2 über Girondins Bordeaux).
Gerade im ersten Nachkriegsjahrzehnt war der LOSC einer der erfolgreichsten Klubs in Frankreich und sein Mannschaftskader mit Nationalspielern „gespickt“: Guillaume Bieganski spielte dort unter anderem an der Seite von Jean Baratte (bis 1953 und noch einmal 1956/57), Torwart César Ruminski (bis 1954), Marceau Somerlinck und Jean Vincent (beide bis 1956), André Strappe (bis 1958) und Yvon Douis (1953–1959). Umso überraschender kam 1956 der Abstieg in die zweite Liga; Bieganski wechselte den Klub jedoch nicht, sondern trug aktiv zu dessen sofortigem Wiederaufstieg bei.
Als Lille aber 1959 erneut den Gang in die Zweitklassigkeit antreten musste, gab der Verein ihn an den Nachbarklub RC Lens ab. Nennenswerte Erfolge waren mit Lens in den folgenden vier Jahren allerdings nicht mehr zu erzielen; immerhin brachte Bieganski es noch auf fünf weitere Länderspiele. 1963 verließ er die Sang et Or – Blutrot und Gold sind bis heute die Vereinsfarben des RC Lens – und heuerte beim Zweitligisten US Forbach an. Die Lothringer landeten 1963/64 und 1964/65 jeweils nur auf dem vorletzten Tabellenplatz, woraufhin der noch nicht 33-jährige Spieler seine aktive Karriere beendete.
Anschließend trainierte Guillaume Bieganski bis 1968 die Amateure der US Marignane, die er in dieser Zeit zum Provence-Pokalsieg führte. Weitere Angaben zu seinem sportlichen und privaten Leben liegen nicht vor.

### Vereinsstationen
- Dechy Sports (als Jugendlicher)
- Lille Olympique SC (1951–1959, davon 1956/57 in D2)
- Racing Club Lens (1959–1963)
- Union Sportive de Forbach (1963–1965)
- Union Sportive de Marignane (1965–1968, als Trainer)

## In der Nationalelf
Zwischen Dezember 1953 und September 1961 bestritt Guillaume Bieganski 9 A-Länderspiele (kein Tor) mit der Équipe tricolore. Er gehörte auch zum französischen Aufgebot bei der Weltmeisterschaft 1954, kam allerdings in der Schweiz nicht zum Einsatz. Seine Karriere im blauen Nationaldress erfuhr ab Mai 1955 eine mehrjährige Unterbrechung, bevor Trainer Batteux ihn ab Oktober 1960 wieder berücksichtigte. In beiden Zeitabschnitten war der Abwehrrecke eher eine Aushilfslösung gewesen: in seinen ersten vier Begegnungen ersetzte er den etatmäßigen rechten Verteidiger Lazare Gianessi, und ab 1960 experimentierte Batteux auf der Mittelläuferposition mit mehreren Spielern, darunter auch fünfmal mit Bieganski, nachdem Robert Jonquet, der diesen Platz seit 1948 innehatte, infolge des für Frankreich enttäuschenden Verlaufs der EM-Endrunde zurückgetreten war.

## Erfolge
- Französischer Meister: 1954
- Französischer Pokalsieger: 1953, 1955
- 9 A-Länderspiele für Frankreich, davon 4 in seiner Zeit bei Lille und 5 bei Lens
- 296 Spiele und 10 Tore in der Division 1, davon 177/4 für Lille und 119/6 für Lens[4]
- Mitglied der französischen Militärnationalmannschaft